# 遺物
遺物是古代人类或死者遗留下来的物品。
- 遺物在考古或歷史研究意义上指古人生存活动遺留下來的各种物品，必须是由人类有意识的加工和使用过的,能够反映人类活动相关的未经人类加工的自然物也是遗物。遺物的範疇包含古人的各种生产工具、日用器具、武器、装饰品及艺术作品等。遺物在考古或歷史研究上，有很高的研究價值。透過遺物的研究，我們可以了解古人的生活習慣、文化面貌、生产技术水平、該時代的價值觀等等。
- 遗物也指他人遗失的物品